# Bingen am Rhein
Bingen am Rhein település Németországban, Rajna-vidék-Pfalz tartományban. Lakosainak száma 26 339 fő (2023. december 31.). Bingen am Rhein Weiler bei Bingen, Münster-Sarmsheim, Grolsheim, Gensingen, Horrweiler, Aspisheim, Appenheim, Gau-Algesheim, Ockenheim, Ingelheim am Rhein és Rüdesheim am Rhein községekkel határos.
A város egy része Bingerbrück, a Nahe folyó túloldalán.

## Népesség
A település népességének változása:
| Lakosok száma | 24 541 | 24 987 | 25 441 | 25 659 | 25 757 | 26 309 | 26 339 |
|               | 1975   | 2015   | 2017   | 2019   | 2021   | 2022   | 2023   |